# Acrophialophora
Acrophialophora är ett släkte av svampar. Acrophialophora ingår i divisionen sporsäcksvampar och riket svampar.